# 亞茨科維奇
51°17′29″N 28°50′15″E / 51.29139°N 28.83750°E
亞茨科維奇（烏克蘭語：Яцковичі），是烏克蘭北部的村莊，隸屬日托米爾州的科羅斯滕區。該村面積0.63平方公里，海拔高度143米，2001年人口218，人口密度每平方公里347.69人。